# آلبرت فارو
آلبرت فارو (انگلیسی: Albert Farrow؛ ۱۸۸۶ – ۲۸ سپتامبر ۱۹۱۶ (aged 29)) بازیکن فوتبال اهل پادشاهی متحد بریتانیای کبیر و ایرلند بود.
از باشگاه‌هایی که در آن بازی کرده‌است می‌توان به باشگاه فوتبال واتفورد، باشگاه فوتبال گینزبورو ترینیتی، و باشگاه فوتبال وورکساپ تاون اشاره کرد.